# Nijemi svjedoci
Nijemi svjedoci (rus. Немые свидетели) ruski je film redatelja Jevgenija Bauera.

## Radnja
Kad sluškinja Varjuša ne smije otići vidjeti svoju djecu na selo, zamijeni je portirova unuka Nastja. Ubrzo privlači pažnju Pavla, sina vlasnika kuće, koji joj se počinje udvarati. Kad Nastja sazna da Pavelova zaručnica Jelena ima ljubavnika, pokušava ga otjerati i odbija novac koji joj je ponuđen da šuti. No Pavel ne želi ugroziti dogovoreno vjenčanje. Izgubio zanimanje za Nastju i tretira je samo kao sluškinju.

## Uloge
- Dora Čitorina
- Aleksandr Heruvimov
- Aleksandr Čargonin
- Elza Krjuger

## Vanjske poveznice
- Nijemi svjedoci na Kino Poisk